# Hamp
Hamp – osada w Anglii, w Somerset. Hamp jest wspomniana w Domesday Book (1086) jako Hame/Hamet.